# Macaranga balansae
Macaranga balansae là một loài thực vật có hoa trong họ Đại kích. Loài này được Gagnep. mô tả khoa học đầu tiên năm 1922 publ. 1923.